# François de Scépeaux
François de Scépeaux, közismerten Vieilleville vagy Vieille-Ville marsall (1509 – Durtal, 1571. november 30.) Durtal grófja, Franciaország marsallja, diplomata, az itáliai háborúk és a francia vallásháborúk hadvezére, a három püspökség kormányzója.

## Pályája kezdetei
Régi anjoui és maine-i nemescsalád sarja volt, egyik őse II. Fülöp Ágost háborúiban szolgált a 12. és 13. század fordulóján. Hasonló nevű nagyapja VIII. Károly kamarása volt. Édesapja, René de Scépeaux de Vieilleville, előbbi kisebb fia volt; édesanyja Marguerite de La Jaille-St-Michel, Durtal és Matheflon úrnője. Húgát Françoise-nak hívták, Jean de Thévalle királyi étekfogóhoz ment feleségül, tőle született az utóbb a marsall alatt szolgáló, Metz kormányzójaként ismertté vált unokaöccse, Jean de Thévalle. Anyai féltestvérük, René du Matz, a Saint-Thierry-kolostor apátja jóvoltából a marsall Bouère és az ottani La Vezouzière-vár ura lett, húga pedig az écouflant-i Éventard birtokot kapta meg.
I. Ferenc francia király édesanyja, Savoyai Lujza udvartartásában volt előbb apród, majd étekfogó. Korán harctéri babérokra tört: részt vett 1525-ben a súlyos francia vereséggel zárult paviai csatában, majd 1528-ban a Nápoly körül vívott tengeri harcokban tüntette ki magát Odet de Foix-Lautrec marsall alatt. 1536-ban a dauphin, a későbbi II. Henrik király környezetéhez csatlakozott. 1538-ban Piemontba küldték, hogy felügyelje az ottani helytartó, René de Montjean marsall ügyeit.
1542-ben a dauphin mellett részt vett Perpignan sikertelen ostromában, ahol lovaggá ütötték. 1543-ben Landrecies ostromában vett részt, 1544-ben kitűnt a győztes ceresolei csata során, majd jelen volt Saint-Dizier ostrománál, illetve később Hesdin és Thérouanne ostrománál is hadakozott. 1545 május-júniusában Angliában járt követként, 1549-ben pedig részt vett Boulogne ostromában. 1550-től a II. Henriknél nagy kegyben álló Jacques d'Albon de Saint-André marsall ordonnance-kompániájában szolgált hadnagyi rangban, a marsall támogatása pedig sokat lendített a pályafutásán. 1551 május-június fordulóján durtali várkastélyában fogadta II. Henriket, aki 1552-ben bevette a királyi tanácsba. Itt amellett kardoskodott, hogy V. Károly császár támadásait megelőzendő, a németországi protestánsokkal kötött megállapodásnak megfelelően foglalják el az ún. három püspökség – Metz, Toul és Verdun – területét. Ez abban az évben meg is történt, és Scépeaux-t nevezték ki a terület kormányzójává. A titulust haláláig be is töltötte. 1558-ban elfoglalta Pont-à-Moussont és Thionville-t, 1559-ben pedig fontos szerepe volt az itáliai háborúkat végleg lezáró cateau-cambrésis-i béke megkötésében.

## A mérsékelt katolikus táborban
IX. Károly trónra lépésekor a Német-római Birodalomba küldték diplomáciai feladattal, hogy a tervezett zsinatról és a király házasságáról tárgyaljon; emellett I. Erzsébet angol királynő udvarában is megfordult, ahol megpróbálta megakadályozni, hogy az támogassa a franciaországi protestánsokat, a hugenottákat. Az 1562-ben kitörő vallásháborúk első nagy összecsapásában, a dreux-i csatában elesett nagy támogatója, Saint-André marsall, ő pedig december 27-én megkapta annak marsallságát. Ilyen minőségben 1563-ban részt vett a protestánsok által előző évben Angliának átjátszott Le Havre visszafoglalásában.
Scépeaux kinevezése illeszkedett Medici Katalin anyakirályné azon törekvései közé, hogy a kevésbé szélsőséges katolikusokra – mint Anne de Montmorency connétable, Michel de L’Hospital kancellár, Bourdillon marsall – támaszkodva elcsitítsa a vallási feszültségeket. Az 1563-as amboise-i ediktum betartatását Montmorencyre, Bourdillonra és Vieilleville-re bízták – utóbbi a délkeleti országrészt, Lyonnais, Dauphiné, Provence és Languedoc tartományokat, később pedig Poitou-t és Metz vidékét pacifikálta. Az időnként hugenotta szimpátiával vádolt marsall rendszerint nagy emberséggel és visszafogottsággal járt el. Később is több ízben látott el Franciaországon belüli békéltetői feladatokat. Országjárásai mellett több diplomáciai jellegű küldetésen is részt vett: megfordult Angliában, a Német-római Birodalomban és Svájcban. Érdemeiért 1564 októberében durtali uradalmát grófsággá emelték.
A vallásháborúk második szakaszának lezárultakor, 1568-ban arra ösztönözte a királyt, hogy tartsa be a longjumeau-i békét, és aggodalommal töltötte el, hogy a király öccse és trónörököse, Anjou hercege mindinkább a szélsőséges katolikus Guise-ház befolyása alá kerül. 1569-ben ő vezette Saint-Jean-d’Angély ostromát, 1570-ben pedig a saint-germaini béke betartatásával bízták meg.
Vieilleville marsall három ízben fogadta IX. Károlyt is durtali várában: 1565 novemberében, annak nagy körutazásán, majd 1570 áprilisában és 1571 novemberében. A harmadik látogatás alkalmával halt meg, állítólag irigyei mérgeztették meg.

## A róla szóló emlékiratok
A jezsuita Henri Griffet a 18. században rábukkant Vincent Carloix (1535–1571), a marsall titkára által az uráról írt állítólagos emlékiratokra, amelyeket 1757-ben ki is adott:
- Vincent Carloix – Henri Griffet: Mémoires de la vie de François de Scepeaux, sire de Vieilleville et comte de Duretal, maréchal de France: Contenants plusieurs anecdotes des règnes de François I, Henri II, François II, & Charles IX. Paris: H.L. Guerin & L.F. Delatour. 1757.

Garnier abbé már az 1770-es években kétségeket fogalmazott meg a mesés elemekkel teli mű megbízhatóságát illetően, a szerzőt egy magát Carloix-nak kiadó hamisítóként azonosítva. A tételes bizonyítás másfél évszázadot váratott magára: 1893-ban Charles Marchand abbé számos, az emlékiratban szereplő kitalált eseményre, hiteles dokumentumokkal való ellentmondásra és valószínűtlenségre hívta fel a figyelmet, Alphonse-Victor Angot abbé pedig a 20. század elején publikált kritikai elemzést a munkáról.

## Házassága, gyermekei

A Scépeaux-család címere

Scépeaux 1532-ben vette feleségül Renée Le Roux de la Roche des Aubiers-t, az anjoui Jean Le Roux, Cheman és La Tour de Ménives ura és Catherine de Saint-Aignan leányát. Két lányuk született:
- Marguerite (1533–1603), Durtal grófnője, Matheflon bárónője, 1549-től II. Jean d’Espinay (1528–1591) márki, királyi kamarás felesége;
- Jeanne, 1555-től Olric du Châtelet (†1569), Deuilly bárójának felesége.

## Bibliográfia
- « François de Scépeaux », in: Alphonse-Victor Angot, Ferdinand Gaugain, Dictionnaire historique, topographique et biographique de la Mayenne, Laval, Goupil, 1900-1910, III., 699–700; IV., 868.
- Brantôme, Vie des hommes illustres et grands capitaines français de son temps, Leyde, Sambix le Jeune, 1665, 2 vol. in-16°.
- Mémoires de la vie de François de Scépeaux, sire de Vieilleville et Comte de Duretal, Maréchal de France; Contenants plusieurs Anecdotes des Regnes de François I, Henri II, François II, et Charles IX, composés par Vincent Carlois, son secrétaire. Paris : H.L. Guerin, L.F. Delatour, 1757. 5 tomes in-8°.
- C. Coignet, Un gentilhomme des temps passés François de Scépeaux, sire de Vieilleville, 1509-1571, portraits et récits du seizième siècle, règne de Henri II. Paris, E. Plon, Nourrit et Cie, 1886, in-8°. .
- Jérémie Foa, « La pacification de la paix ? la mission du maréchal de Vieilleville à Clermont en Auvergne (1570) », Bulletin de la Société d’Histoire du Protestantisme Français 151/2 (2005), 231-264.
- François Lesure et Geneviève Thibault, Bibliographie des éditions d'Adrian Le Roy et Robert Ballard (1551-1598). Paris : 1955. Supplément in Revue de Musicologie 40 (1957) 166–172.
- Abbé Ch. Marchand, Le Maréchal François de Scépeaux de Vieilleville et ses Mémoires. Paris, Alph. Picard et Fils, 1893, in-8°.
- Pierre Miquel: Les Guerres de Religion. Paris: Fayard. 1980.  ISBN 978-2-21300-826-4
- Le "Gallant de la Court" : Jacques d'Albon de Saint-André. In  Nicolas Le Roux: La faveur du Roi: Mignons et courtisans au temps des derniers Valois. (franciául) Seyssel: Éditions Champ Vallon. 2001.  = Époques,  ISBN 2-87673-311-0

## Fordítás
- Ez a szócikk részben vagy egészben  a   François de Scépeaux című francia Wikipédia-szócikk ezen változatának fordításán alapul.  Az eredeti cikk szerkesztőit annak laptörténete sorolja fel. Ez a jelzés csupán a megfogalmazás eredetét és a szerzői jogokat jelzi, nem szolgál a cikkben szereplő információk forrásmegjelöléseként.
- Ez a szócikk részben vagy egészben  a   François de Scépeaux című angol Wikipédia-szócikk ezen változatának fordításán alapul.  Az eredeti cikk szerkesztőit annak laptörténete sorolja fel. Ez a jelzés csupán a megfogalmazás eredetét és a szerzői jogokat jelzi, nem szolgál a cikkben szereplő információk forrásmegjelöléseként.